# 1970年代にデビューしたプロレスラー一覧
1970年代にデビューしたプロレスラー一覧は、1970年（昭和45年）から1979年（昭和54年）までの10年間にデビューしたプロレスラーの一覧である。

## 1970年（昭和45年）
- 11月13日
  - 佐藤昭雄
- 11月17日
  - 百田光雄

## 1971年（昭和46年）
- 5月9日
  - 藤波辰巳
- 6月26日
  - キラー・カーン
- 6月27日
  - 桜田一男
- 7月12日
  - 鶴見五郎
- 9月8日
  - 大位山勝三

## 1972年（昭和47年）
- 3月16日
  - グラン浜田
- 3月30日
  - ミスター・ポーゴ
- 8月2日
  - 木村健悟
- 9月9日
  - 剛竜馬
  - 米村天心
- 9月19日
  - ドン荒川
- 9月26日
  - 栗栖正伸
- 11月12日
  - 藤原喜明

## 1973年（昭和48年）
- 3月24日
  - ジャンボ鶴田
- 9月29日
  - 若松市政
- 12月13日
  - 小林邦昭

## 1974年（昭和49年）
- 4月14日
  - 大仁田厚
- 4月22日
  - 渕正信
- 8月8日
  - 長州力

## 1975年（昭和50年）
- 1月15日
  - ハル薗田

## 1976年（昭和51年）
- 6月20日
  - リトル・フランキー
- 11月13日
  - 天龍源一郎

## 1977年（昭和52年）
- 2月10日
  - ジョージ高野
- 6月28日
  - ジャガー横田
- 9月4日
  - 高杉正彦
- 11月17日
  - 石川孝志

## 1978年（昭和53年）
- 6月23日
  - 阿修羅・原
- 8月25日
  - 前田日明
- 8月26日
  - 平田淳嗣
- 8月21日
  - デビル雅美
- 8月26日
  - ヒロ斎藤

## 1979年（昭和54年）
- 3月5日
  - 越中詩郎
- 9月17日
  - アポロ菅原